# Donington Park
Pour les articles homonymes, voir Donington.
Donington Park est un circuit permanent de sports mécaniques situé près de Castle Donington dans le North West Leicestershire (Angleterre), à deux pas du East Midland Airport. Il accueille de nombreuses compétitions internationales, notamment le Grand Prix moto de Grande-Bretagne de 1987 à 2009, et la manche britannique du championnat du monde de Superbike depuis 2009.
Il était pressenti pour accueillir le Grand Prix de Grande-Bretagne de Formule 1 à partir de 2010, en remplacement de Silverstone, avant que ses dirigeants n'y renoncent. En 2011, le circuit accueille une manche du championnat du monde d'endurance moto. Cette course s'est déroulée le 21 août 2011 pour une durée de 8 heures.

## Historique
Le circuit de Donington a été ouvert en 1931 pour accueillir des courses motocyclistes. Il a par la suite rapidement accueilli des courses automobiles de niveau international. Le Grand Prix de Donington a ainsi vu en 1937 et 1938 les victoires des champions d'avant-guerre qu'étaient Tazio Nuvolari et Bernd Rosemeyer, tous les deux sur Auto Union.
Lorsqu'éclate la Seconde Guerre mondiale, le circuit est transformé en base militaire puis laissé à l'abandon à la fin des hostilités. Ce n'est qu'en 1971 que Tom Wheatcroft, un riche entrepreneur local passionné de sport motocycliste, le récupère et, grâce à de gros investissements, en fait un des meilleurs circuits d'Angleterre à compter de sa réouverture en 1977.
Depuis 1987, la principale compétition organisée à Donington est le Grand Prix de Grande-Bretagne motocycliste. Donington a également accueilli le championnat du monde de Formule 1, dans le cadre du Grand Prix d'Europe 1993. L'épreuve est restée fameuse pour ses conditions météorologiques incertaines qui ont contraint les pilotes à de multiples changements de pneumatiques, ainsi que pour le premier tour du Brésilien Ayrton Senna, parti quatrième et tombé à la cinquième place après un mauvais départ, mais solidement installé en tête de la course à l'issue de la première boucle. Un mémorial en hommage au pilote brésilien et à Juan Manuel Fangio a été édifié sur le site.
Le circuit, composé de onze virages pour une distance de 4 023 mètres, est très varié, présentant des grandes courbes rapides et des épingles lentes. Il est également doté d'une impressionnante descente. Le 9 janvier 2009, les autorités locales ont donné leur feu vert pour la rénovation des infrastructures du circuit pour un montant de 110 millions d'euros. Les travaux porteront sur une réfection de la voie des stands, du paddock et les tribunes.
Depuis 2014, Donington est le quartier général des organisateurs du Championnat de Formule E FIA et les essais de pré-saison s'y déroulent chaque année.

## Festival de musique
Donington Park a accueilli le festival de hard rock et de heavy metal Monsters of Rock de 1980 à 1996 et en 2006. Il abrite maintenant le Download Festival, un des plus grands festivals de musique metal en Europe. Des milliers de personnes s'y regroupent chaque année pendant trois jours.
Donington a également accueilli en 1992 la rave party organisée par Fantazia, « One Step Beyond », réunissant 25 000 Ravers.

## Galerie

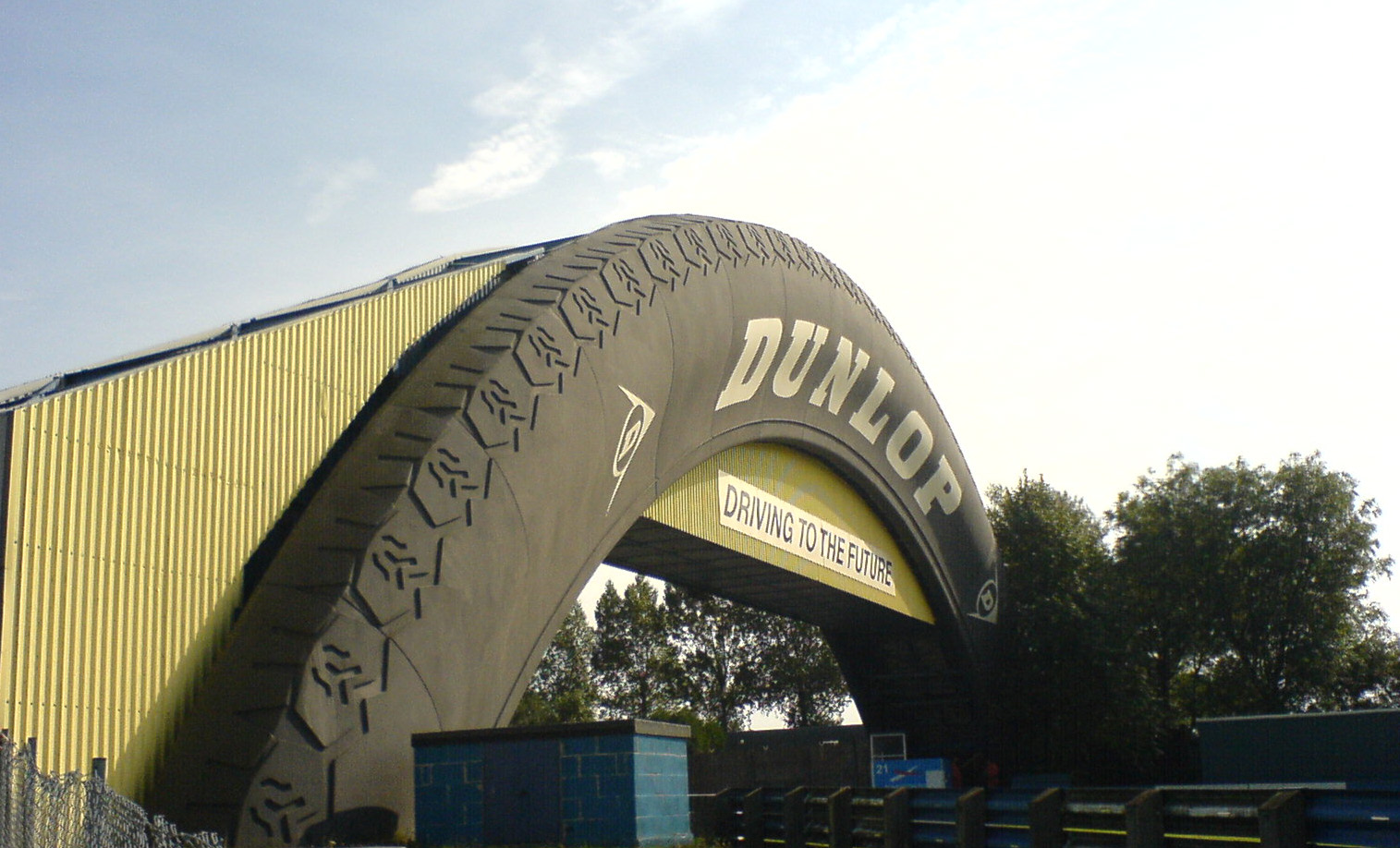
La célèbre passerelle Dunlop
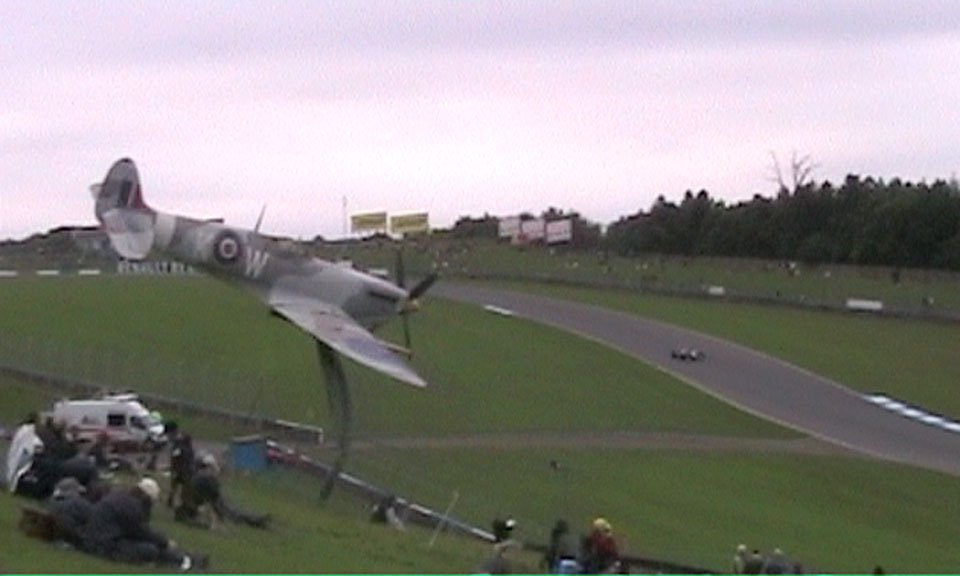
Réplique d'un Spitfire
Le plan du circuit de 1937
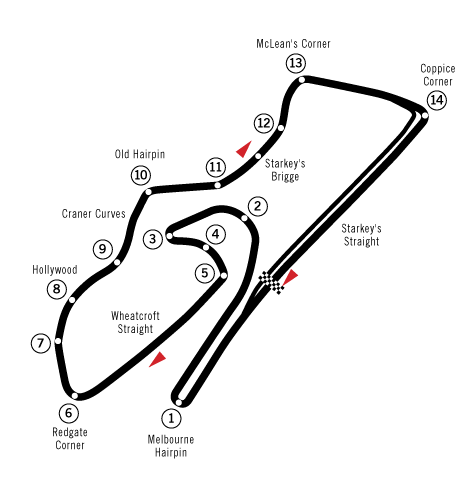
Le plan du projet de circuit F1 de 2010